# Nina toma un amante

Nina Takes a Lover (Nina toma un amante) es una película del año 1994, escrita y dirigida por Alan Jacobs y protagonizada por Laura San Giacomo.

## Argumento
Un periodista que está escribiendo un libro sobre la infidelidad, entrevista a varias personas sobre sus experiencias con el tema. Una de estas personas es Nina, una mujer común y corriente que tiene una historia diferente: mientras su marido estaba en un viaje de negocios por tres semanas, ella conoce a un fotógrafo que pronto se convierte en su amante. Con él aprende cosas sobre el verdadero amor que no conocía dentro de su propio matrimonio. 

## Reparto
- Laura San Giacomo como Nina.
- Paul Rhys como Fotógrafo.
- Michael O'Keefe como Periodista.
- Cristi Conaway como Friend.
- Fisher Stevens como Paulie.
- Alan Lightner como Músico caribeño.
- Vincent Lars como Músico caribeño.
- Carter Collins como Músico caribeño.
- Michelle Koeppe como Vendedor.
- Marianna Åström-De Fina como Cliente.